# Endingen am Kaiserstuhl
Endingen am Kaiserstuhl – miasto w Niemczech, w kraju związkowym Badenia-Wirtembergia, w rejencji Fryburg, w regionie Südlicher Oberrhein, w powiecie Emmendingen, siedziba związku gmin Nördlicher Kaiserstuhl. Leży w Kaiserstuhl, ok. 10 km na zachód od Emmendingen.

## Współpraca
Miejscowości partnerskie:
- Colonia Tovar, Wenezuela
- Coulonges-sur-l’Autize, Francja
- Erstein, Francja

## Galeria

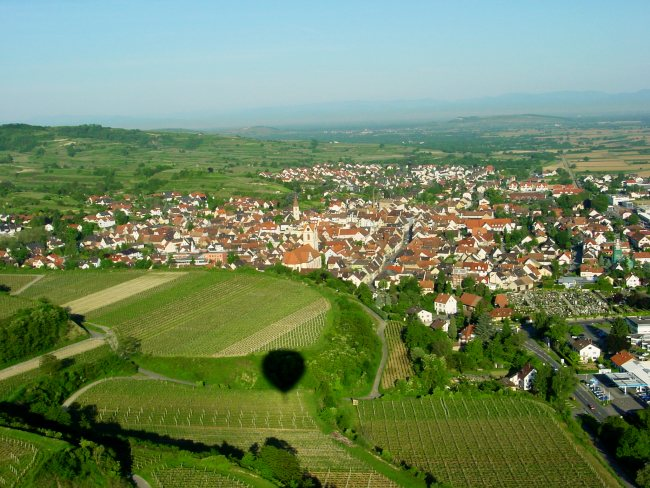
Endingen am Kaiserstuhl
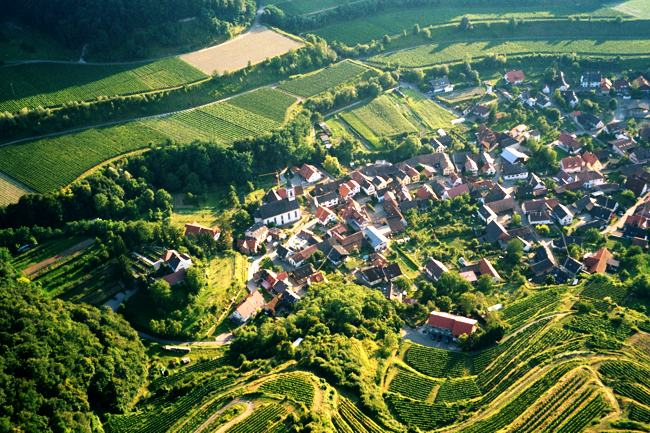
Dzielnica Amoltern
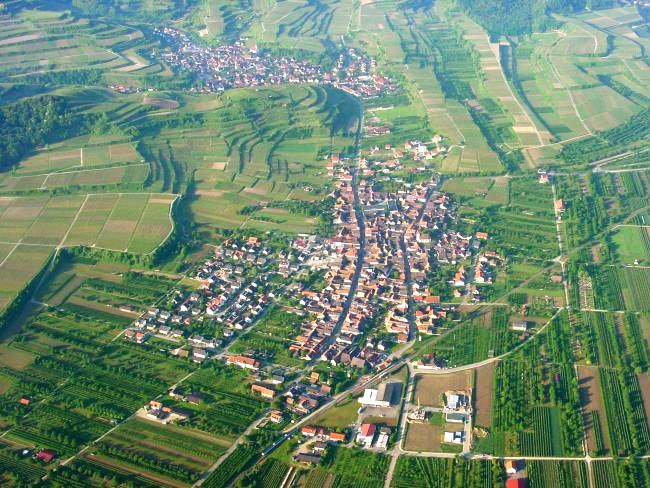
Dzielnica Königschaffhausen
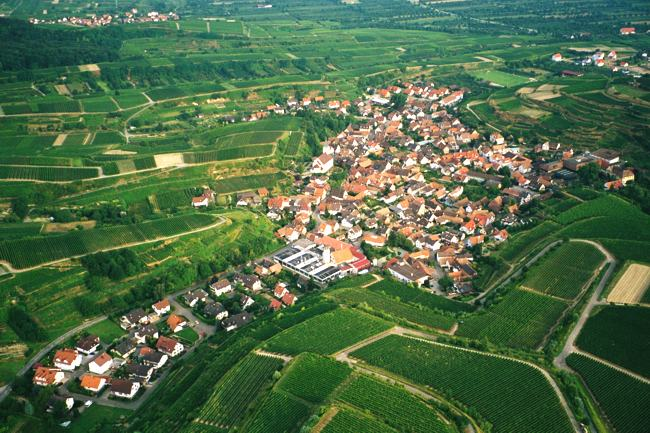
Dzielnica Kiechlinsbergen